# 中華民國駐巴布亞紐幾內亞代表列表
本列表為中華民國駐巴布亞紐幾內亞獨立國（巴紐）歷任代表名錄。兩國無正式外交關係。

## 代表機構
1988年12月27日，巴布亞紐幾內亞外交部長索馬利與中華民國外交部長連戰簽署《建立關係備忘錄》。依據該備忘錄，中華民國與巴紐分別在首都莫尔斯比港與臺北設立商務代表團，作為兩國官方代表機構，雙方機構正式人員均享有外交豁免權。
1990年2月12日，中華民國在莫士比港設立具大使館功能的中華民國（臺灣）駐巴布亞紐幾內亞商務代表團（Trade Mission of the Republic of China (on Taiwan) in Papua New Guinea），是少數在非邦交國使用中華民國國號的駐外機構。
2018年2月12日，在中華人民共和國政府外交壓力之下，巴紐政府要求代表團更名，並沒收所使用的外交領事車牌。對此，中華民國外交部發言人李憲章表示，已向巴紐外交部與巴布亞紐幾內亞駐臺商務代表處（Papua New Guinea Trade Office in Taiwan）表達抗議，並由駐處持續爭取相關權益。5月，更名為駐巴布亞紐幾內亞臺北經濟文化辦事處（Taipei Economic and Cultural Office in Papua New Guinea）。

## 歷任代表（1990年至今）
| 姓名   | 任命           | 到任          | 免職           | 離任          | 外交銜級 對外名義 | 外交職務 本職職務        | 備註     | 備註 |
| ------ | -------------- | ------------- | -------------- | ------------- | ----------------- | ------------------------ | -------- | ---- |
| 趙興中 | 1990年2月16日  | 1990年3月2日  | 1991年12月19日 | 1992年2月19日 | 代表              | 代表                     |          |      |
| 張士丞 | 1991年12月19日 | 1992年2月11日 | 1996年12月9日  | 1997年3月3日  | 代表              | 代表                     |          |      |
| 馬履綏 | 1996年12月13日 | 1997年2月25日 |                | 1997年        | 代表              | 代表                     |          |      |
| 許長亨 |                | 1997年        |                | 1999年        | 代表              | 代表                     |          |      |
| 謝化成 | 1999年11月24日 | 1999年        | 2004年8月18日  | 2004年10月2日 | 代表              | 代表                     |          |      |
| 陳嶺珊 | 2004年8月18日  | 2004年10月2日 | 2007年6月22日  | 2007年6月20日 | 代表              | 代表                     |          |      |
| 陳杉林 | 2007年6月22日  | 2007年9月21日 | 2010年8月17日  | 2010年10月6日 | 代表              | 代表                     |          |      |
| 胡惇卜 |                | 2010年10月6日 |                | 2014年9月     | 代表              | 副代表 代表 特命全權公使 | [ 註 2 ] |      |
| 邱太欽 |                | 2014年9月18日 |                | 2016年9月     | 代表              | 特命全權公使             |          |      |
| 胡琪斌 |                | 2016年9月30日 |                | 2020年7月     | 代表              | 特命全權公使             |          |      |
| 廖文哲 |                | 2020年7月11日 |                | 2022年11月    | 代表              | 特命全權大使             |          |      |
| 王北平 |                | 2022年12月2日 |                | 現任          | 代表              | 特命全權大使             |          |      |

## 外部連結
- 駐巴布亞紐幾內亞臺北經濟文化辦事處（Facebook）